# إسماعيل بوناوالا
إسماعيل قربان حسين بوناوالا (من مواليد 7 يناير 1937)  هو أستاذ هندي للغة العربية في جامعة كاليفورنيا، لوس أنجلوس (UCLA)، قسم لغات وثقافات الشرق الأدنى (NELC) لأكثر من 30 عامًا. ولد بوناوالا عام 1937 في جودهرا بالهند. متخصص في الدراسات الإسماعيلية. يحمل البروفيسور بوناوالا درجة الماجستير من جامعة مومباي، وجامعة القاهرة إلى جانب شهادة الدكتوراه من جامعة كاليفورنيا.

## مؤلفاته
- The Pillars of Islam: Volume I: Ibadat: Acts of Devotion and Religious Observances (2002), (ردمك 0-19-565535-4).
- The Pillars of Islam: Volume II: Mu'amalat: Laws Pertaining to Human Intercourse (2004), (ردمك 978-0-19-568907-5).
- السلطان الخطّاب حياته وشعره، القاهرة: دار المعارف، 1998، صدرت طبعتُه الثانية في بيروت: دار الغرب الإسلامي، 1999.